# Пеніше
Пені́ше (порт. Peniche; МФА: [pɨ.ˈni.ʃɨ], Пині́ши) — муніципалітет і місто в Португалії, в окрузі Лейрія. Розташований у західній частині країни, на березі Атлантичного океану, на теренах історичної португальської провінції Ештремадура. Належить до Лейрійсько-Фатімської діоцезії Католицької церкви в Португалії. Права міського самоврядування має з 1609 року. Поділяється на 4 парафії. За адміністративним поділом, чинним до 1976 року, був складовою провінції Ештремадура. Площа муніципалітету — 77,55 км², населення муніципалітету — 27753 ос. (2011); густота населення — 357,87 осіб/км²
. Патрон — святий Петро. Святковий день муніципалітету — 1-й понеділок після 1-ї неділі серпня. Поштовий індекс — 2520.  Код місцевої адміністративної одиниці — 1014. Складова статистичного регіону Центр.

## Географія
Пеніше розташоване на заході Португалії, на південному заході округу Лейрія.
Пеніше межує на сході — з муніципалітетом Обідуш, на півдні — з муніципалітетом Лорінян. На півночі та заході омивається водами Атлантичного океану.

## Населення
| Кількість мешканців | Кількість мешканців | Кількість мешканців | Кількість мешканців | Кількість мешканців | Кількість мешканців | Кількість мешканців | Кількість мешканців | Кількість мешканців | Кількість мешканців | Кількість мешканців | Кількість мешканців | Кількість мешканців | Кількість мешканців | Кількість мешканців | Кількість мешканців |
| ------------------- | ------------------- | ------------------- | ------------------- | ------------------- | ------------------- | ------------------- | ------------------- | ------------------- | ------------------- | ------------------- | ------------------- | ------------------- | ------------------- | ------------------- | ------------------- |
| 1864                | 1878                | 1890                | 1900                | 1911                | 1920                | 1930                | 1940                | 1950                | 1960                | 1970                | 1981                | 1991                | 2001                | 2011                |                     |
| 6 324               | 6 775               | 7 668               | 8 199               | 9 692               | 12 565              | 16 019              | 18 009              | 21 203              | 22 200              | 21 202              | 25 627              | 25 880              | 27 315              | 27 753              |                     |